# Iridopsis emasculatum
Iridopsis emasculatum là một loài bướm đêm trong họ Geometridae.